# Гаврилэ, Петре
Петре Гаврилэ (рум. Petre Gavrilă; 26 июля 1941, Пилеа, Румыния) — румынский футбольный тренер.

## Биография
Свою тренерскую карьеру начинал на родине, но наибольших успехов Гаврила добился в Гане. Четыре года он руководил клубом "Хартс оф Оук", который становился обладателем кубка страны. В 1995 году румын некоторое время возглавлял сборную Ганы. Затем он вернулся в Румынию для того, чтобы тренировать клуб "Спортул Студенцеск". В последние годы Гаврила трудился в Турции.

## Достижения
- Обладатель Кубка Ганы (1): 1993/94.